# Бічний вітер (фільм)
«Бічний вітер» («Küljetuul») — радянський телефільм 1983 року, знятий режисером Раулем Тамметом на Естонському телебаченні.

## Сюжет
Головні герої фільму — молоді велогонники Райво та Мартін. Талановитіший Мартін, хоч і розлучився зі збірною, проте повний планів і надій досягти успіху. Райво також прагне стати висококласним спортсменом, хоча його мати вважає, що треба кинути спорт і здобути престижну професію, та ще й з подругою Крістіною все дуже заплутано. Взаємини між Райво та Мартіном теж не надто гладкі, проте це не заважає їм обом захищати честь республіки на велогонці в рамках Спартакіади народів СРСР.

## У ролях
- Мярт Віснапуу — Райво
- Талво Пабут — Мартін
- Тину Саар — тренер
- Кійрі Тамм — Крістіна
- Ангеліна Семенова — Катя
- Меелі Сиит — мати Райво
- Енн Краам — батько Райво
- Пеетер Саутер — роль другого плану
- Юллар Пилд — член збірної Естонії
- Тину Мікк — помічник тренера
- Майт Лепік — роль другого плану
- Тоомас Урб — роль другого плану
- К. Кірсяед — роль другого плану
- Каупо Суустер — член збірної Естонії
- Р. Ренке — епізод
- Р. Кірсіпуу — епізод
- Р. Ялак — епізод
- Р. Кюттім — епізод
- Я. Таммет — епізод
- Олег Лядов — епізод
- Тоомас Кірсіпуу — епізод
- І. Мійдла — епізод
- Т. Роосмяе — епізод
- М. Йоосеп — епізод
- Я. Веєранна — епізод
- А. Таммесалу — епізод
- Ріхо Суун — епізод

## Знімальна група
- Режисер — Рауль Таммет
- Сценаристи — Вельйо Кяспер, Ханс Роосіпуу
- Оператори — Маргіт Оясоон, Ільмар Лооманн
- Композитори — Раймо Кангро, Андрес Валконен